# Америчка шумска рода
Америчка шумска рода (Mycteria americana) је велика америчка птица мочварица из породице Ciconiidae (роде). Раније се звала "шумски ибис", мада то није ибис. Налази се у суптропским и тропским стаништима у Америци, укључујући Карибе. У Јужној Америци је резидентна, али у Северној Америци се може раширити чак до Флориде. Првобитно је описао Карл фон Лине 1758. године, ова рода је вероватно еволуирала у тропским регионима. Глава и врат су без перја, тамно сиве боје. Перје је углавном бело, са изузетком репа и неких пера крила, која су црна са зеленкасто-љубичастим сјајем. Младунац се разликује од одрасле јединке, при чему први има пернату главу и жути кљун, у поређењу са црним кљуном одраслих. Постоји мали полни диморфизам.
Станиште америчке шумске роде може варирати, али мора имати тропску или суптропску климу са променљивим водостајем. Гнездо пречника једног метра налази се на дрвећу, посебно мангровима и дрвећу из рода Taxodium, обично окружених водом или над водом. Шумска рода гнезди се колонијално. Само гнездо је направљено од гранчица и зеленила. Током сезоне парења, која почиње када опадне ниво воде и може се појавити било када између новембра и августа, полаже се једно легло од три до пет јаја. Инкубирају се око 30 дана, а пилићи се излежу неразвијени или нејаки, што захтева подршку родитеља. Они развијају перје 60 до 65 дана након излегања, иако само око 31% гнезда у једној години одгаји пилиће, при чему већина пилића умире током прве две недеље, упркос томе што их је одрасла особа за то време пазила. Пилићи се хране рибом све веће величине. Прехрана одраслих се мења током године. Током сушне сезоне једу се рибе и инсекти, у поређењу са додавањем жаба и ракова током влажне сезоне. Потребна јој је плитка вода да ефикасно ухвати храну. Ово је такође разлог зашто се шумска рода размножава када ниво воде почне да опада.
Глобално, Међународна унија за заштиту природе сматра да је америчка шумска рода најмање забрињавајућа. То је због велике распрострањености. У Сједињеним Државама, с друге стране, сматра се да је угрожена. Предатори шумске роде укључују ракуне (који су предатори пилића), гребенасте каракаре које лове јаја и друге птице грабљивице које се хране јајима и пилићима. Лов и сакупљање јаја од стране људи су такође фактор у смањењу броја јужноамеричких шумских рода. Људи такође узрокују пропадање гнезда кроз екотуризам, иако посматрање кроз двоглед од око 75 m (246 ft) удаљеност нема велики утицај на успех гнежђења. Промена станишта довела је до опадања броја шумске роде, при чему су насипи и системи за одводњавање у Еверглејдсу изазвали промену у времену узгоја и тиме смањили успех при узгоју.

## Таксономија и етимологија
Америчка шумска рода је први пут формално описана и добила свој биномски назив Mycteria americana од стране Линеа 1758. године. Лине је свој опис засновао на погрешно постављеном приказу и илустрацији у Historia Naturalis Brasiliae (1648) птице жабиру-гуаку. Лине је такође описао Tantalus loculator, за који је доказано да се односи и на жабиру-гуаку, после M. americana на основу илустрације шумске роде из 1731. године Марка Кејтсбија под именом шумски пеликан. Пошто се ови биномски називи односе на исту врсту, M. americana и T. loculator су синоними, али M. americana има приоритет јер се јавља пре T. loculator. Прихваћено име рода потиче од грчког mykter, што значи њушка, а назив врсте упућује на распрострањеност ове роде.
Чини се да је ова врста еволуирала у тропским регионима; њено северноамеричко присуство вероватно је настало после последњег леденог доба. Фосилни фрагмент из формације Туро Пасо пронађен у Ароио Туро Пасо (Рио Гранде до Сул, Бразил) можда је живе врсте; највише је из доба касног плеистоцена, пре неколико десетина хиљада година. Северноамерички фосили из тог времена су од изумрлог већег рођака, M. wetmorei, који се разликује од шумског на основу величине и на основу мање закривљене мандибле M. wetmorei. Ово је вероватно била сестринска врста; оба су се симпатрично појавила на Куби крајем плеистоцена. 
Вероватно је због свог закривљеног кљуна шумска рода раније називана "дрвени ибис", иако није ибис. Такође је добила име "америчка шумска рода", јер се налази у Америци.

## Опис
Одрасла шумска рода велика је птица висине 83-115 cm са распоном крила 140-180 cm. Мужјак обично тежи 25-33 кг, са средњом тежином од 27 кг; женка тежи 20-33 кг, са средњом тежином од 24,2 кг.  Друга процена даје средњу тежину 26,4 кг. Глава и врат одрасле јединке су голи, а љускава кожа тамно сиве боје. Црни, надоле закривљени кљун, дугачак је и врло широк у подножју. Перје је углавном бело, при чему су примарни, секундарни и реп црни и имају зеленкасти и пурпурни прелив. Ноге и стопала су тамни, а прсти у боји меса ружичасти током сезоне парења. Полови су слични.
Младунци имају ретку длаку сивог паперја које се за око 10 дана замени густим, белим перјем. Пилићи брзо расту и достижу половину висине одраслих за три до четири недеље. До шесте и седме недеље перје на глави и врату је сиво. Кад им порасте перје, подсећају на одраслу особу, разликују се само по томе што имају пернату главу и жути кљун.

## Распрострањеност и станиште
Ово је суптропска и тропска врста која се гнезди у већем делу Јужне Америке, Централне Америке и Кариба. Шумска рода је једина рода која се развија у Северној Америци. У Сједињеним Државама постоје мале гнездеће популације на Флориди, Џорџији и у обе Каролине. У Јужној Америци се налази јужно до северне Аргентине. Неке популације у Северној Америци се расељавају, често у Јужну Америку. 
Ова рода је у стању да се прилагоди различитим тропским и суптропским мочварним стаништима са променљивим нивоом воде (јер то иницира размножавање). Гнезди се на дрвећу које је изнад воде или је окружено водом. На слатководним стаништима гнезди се првенствено у шумама у којима доминирају стабла рода Taxodium (у САД), док се у естуарима углавном гнезди на дрвећу у шумама мангрова. Подручја са више језера привлаче их да се хране на ивицама језера, потока и река.

## Понашање

### Узгој
У ниским мочварама са дрвећем, шумска рода прави велико гнездо на дрвету. На слатководним стаништима радије се гнезди на дрвећу већег пречника. Гнезди се колонијално, са до 25 гнезда на једном дрвету. Висина ових гнезда је променљива, а нека се гнезда налазе на краћим стаблима мангрова на висини од око 25 м, у поређењу са висином од око 65 м за виша стабла мангрова. На дрвећу Taxodium, обично се гнезди у близини горњих грана, често између 18 и 24 м изнад земље. На самом дрвету обично се бирају рачве или места укрштања више грана.
Само гнездо гради мужјак од гранчица и зеленила прикупљених из колоније и околине. Зеленило се обично почиње додавати пре полагања јаја, али након што се заврши главна структура од гранчица. Учесталост додавања смањује се након излегања јаја. Ово зеленило функционише као помоћ у изолацији гнезда. Када се заврши, гнездо је око 1 м у пречнику, са централном зеленом површином просечног пречника око 28 cm. Дебљина ивице гнезда обично је од 12 до 20 cm.
Шумске роде без гнезда понекад покушавају да преузму туђа гнезда. Таква преузимања гнезда обавља више птица. Младунци и јаја се избацују из гнезда у року од око 15 минута. Ако само једна рода присуствује гнезду када је истиснуто, обично чека да њен партнер покуша да преузме гнездо назад.
Узгој започиње падом нивоа воде у комбинацији са повећаном густином рибе (при чему прва појава вероватно изазива другу). То је зато што смањење нивоа воде и повећана густина рибе омогућују одговарајућу количину хране за младунце. То се може догодити било када између новембра и августа. Од почетка узгоја потребно је око четири месеца да се заврши. Ова птица полаже једно легло од три до пет јаја кремасте боје величине 68 x 46 мм. Ова јаја се обично полажу са један до два дана у размаку и инкубирају 27 до 32 дана од стране оба пола. Период инкубације почиње када се положи прво јаје. Током прве недеље инкубације, родитељи не одлазе далеко од колоније, са изузетком кратких излета по храну, пиће и сакупљање материјала за гнездо од стране птице која не инкубира. Након прве седмице, птица која не инкубира проводи мање времена у колонији, иако јаја никада не остају без надзора. Након неколико сати инкубације, ова птица понекад узима паузу да се растегне, очисти перје, преуреди материјал гнезда или окрене јаја. Јаја се излегу редоследом којим су положена, са размаком од неколико дана између сваког излежења јајета.
Пилићи се излежу нејаки, не могу да се крећу и просечно су тешки 62 г. Инкубирају се прве недеље након излегања, а након тога када пада киша и ноћу. Пилићи се не остављају сами до најмање три недеље старости, при чему један родитељ тражи храну, док други чува гнездо и пилиће. Кад пилићи имају најмање три недеље, довољно су велики да остану и заштите гнездо. То се подудара с тиме да пилићи постају агресивнији када им се појаве страни предмети или организми. Развијају перје 60 до 65 дана након излегања а полну зрелост достижу са четири године, иако обично не успевају да одгајају пилиће до пете године живота.
Успех легла, проценат птица које су излегле најмање једно јаје за годину дана, шумске роде је око 62%. Ово се може разликовати, међутим, успех излегања колонија је у распону од око 26% до 89%. Период када су пилићи најугроженији од смрти је од излегања до њихове две недеље. Свеукупно, око 31% гнезда производи бар једну одраслу птицу. Ракуни и каракаре, посебно гребенасте каракаре, истакнути су предатори јаја и пилића. Други узроци неуспеха гнежђења су падање гнезда и разбијање јаја. Ово може бити узроковано многим догађајима, а најистакнутији су лоша изградња гнезда и туче међу одраслима.

### Храњење
Током сушне сезоне, америчка шумска рода једе углавном рибу, допуњену инсектима. С друге стране, током влажне сезоне рибе чине половину исхране, ракови око 30%, а инсекти и жабе остатак. Шумска рода једе већу рибу чешће од мање рибе, чак и у неким случајевима где је потоња обилнија. Процењује се да одраслој дрвеној роди треба око 520 г дневно за одржавање. Процењује се да је за целу породицу око 200 кг потребно по сезони парења.
Америчка шумска рода обично се храни у јатима када се не размножава, а сама и у малим групама када се размножава. У сушном периоду рода се углавном храни тако што полако корача напред са кљуном потопљеним у воду док тражи храну. Током влажне сезоне, ова метода се користи око 40% времена за хватање хране. Током овог периода, за мешање стопалима, где рода хода веома споро са својим кљуном у води, док покреће стопало горе - доле пре сваког корака, користи се око 35% времена. Обе ове методе лова нису визуелне.
Због својих невизуелних метода храњења, шумској роди је за успешно храњење потребна плитка вода и велика густина рибе. Вода из које се храни током сушне сезоне у просеку износи око 17 cm дубине, док је током влажне сезоне вода обично око 10 cm дубока. У сушној сезони ова рода радије се храни у водама без вегетације, док у влажној сезони преферира подручја са вегетацијом између 10 и 20 cm изнад површине у просеку. Ова птица може прећи више од 80 км да дође до места за храњење, што јој даје приступ широком спектру станишта.
Оба родитеља хране пилиће враћањем хране на под гнезда. Пилићи се углавном хране рибом дужине 2 до 25 cm, а дужина рибе се обично повећава како пилићи старе. Количина хране коју пилићи добију мења се с временом, при чему се све више хране дневно од излегања до око 22 дана, када се унос хране смањи. То се наставља до отприлике 45 дана, када потрошња хране почиње да се смањује. Све у свему, пилићи једу око 165 кг пре него што добију перје.

### Лет
Када лети, ова птица користи две различите технике. Када није довољно топло и бистро, на пример у касним поподневним сатима или у облачним данима, ова рода наизменично маше крилима и клизи током кратког временског периода. Када је топло и ведро, ова птица клизи након што добије висину од најмање 610 м кроз непрестано махање крилима. Тада може клизити на удаљености од 16 до 24 км. За то време не мора да маше крилима јер је топла термика довољно јака да издржи њену тежину. Због енергије која се чува узлетањем, ова рода обично користи ову методу да одлети у удаљенија подручја. Лети раширеног врата и ногу и стопала иза себе.
Када лети до подручја за храњење, шумска рода има просечну брзину од око 24,5 km/h. У лету лети 34,5 km/h, и око 20 km/h клизањем.

### Излучивање и терморегулација
Током сезоне парења, дрвена рода обично врши нужду преко ивице гнезда, док пилићи обично врше нужду унутра. Начин дефекације одрасле јединке разликује се у зависности од температуре. Обично се излучује нагињањем према напред и лаганим подизањем репа, при чему отпад иде право надоле или благо уназад. Међутим, када је вруће, одрасла особа заузима другачији положај, брзо помичући реп према доље и према напред док закреће тело како би циљала у ногу савијену унатраг (то се назива урохидроза). Наизменично се циља на ноге. Измет уперен у ноге је течан и воденаст. Углавном погађа ноге око средине голенице без перја и тече низ ногу. Ово доводи до испаравања, што ово чини методом терморегулације. Температура на којој ово почиње је нешто изнад прага за дахтање, од којих се последњи одвија на температурама од око 41,7 °C и више, у поређењу са нормалном телесном температуром од око 40,7 °C. По топлом времену, одрасле јединке такође ће засенити своје пилиће крилима.

## Предатори и паразити
Ракуни су предатори пилића америчких шумских рода посебно у сушним периодима када се вода испод дрвећа гнезда осуши. И гребенаста каракара је значајан предатор јаја. Друге каракаре, јастребови и лешинари, такође лове јаја и пилиће.
У Сједињеним Државама, Haemoproteus crumenium, крвна протозоа, може се наћи у одраслим родама. Друге врсте Haemoproteus такође заражавају шумске роде у Костарики, уз Syncuaria mycteriae, а нематоде су нађене у бубцу шумске роде.

## Статус
Глобално, Међународна унија за заштиту природе сматра да је дрвена рода најмање забрињавајућа због свог великог обима. У Сједињеним Државама се сматра да је ова птица угрожена. Ово је опоравак од ранијег статуса угрожености, који је постојао од 1984. до 2014. године због пада популације узрокованог губитком станишта и сушом. Слично, у држави Санта Катарина, Бразил, чини се да је њен пад обрнут: након одсуства између касних 1960-их и средине 1990-их, врста се сада тамо поново редовно среће, посебно у региону реке Тубарао. Вероватно је да су мочварна подручја реке Паране служила као упориште врсте, одакле сада поново насељава нека од својих бивших места. 